# Monte Vidon Corrado
Monte Vidon Corrado (im lokalen Dialekt: Muntidù) ist eine italienische Gemeinde mit 679 Einwohnern (Stand 31. Dezember 2023) in der Provinz Fermo in den Marken. Die Gemeinde liegt etwa 19,5 Kilometer westsüdwestlich von Fermo.

## Persönlichkeiten
- Osvaldo Licini (1894–1958), Maler